# Batalla de Castelfidardo
La batalla de Castelfidardo (18 de septiembre de 1860) enfrentó a las tropas piamontesas del general Cialdini contra las tropas pontificias del general Lamoricière.

## Antecedentes
El futuro Reino de Italia se estaba gestando tanto por el norte monárquico y conservador como por un movimiento popular en el sur liderado por Garibaldi, que el 7 de septiembre de ese mismo año había tomado Nápoles. Sin embargo, ambas realidades, norte y sur, quedaban divididas por el territorio de los Estados Pontificios, que ocupaba toda la Italia central. 
En el norte, Víctor Manuel II solicitó formalmente al papa Pío IX la entrega de Umbría y de Las Marcas, a lo que el pontífice se negó. Tras la infructuosa petición, el siguiente paso de los piamonteses fue invadir los Estados Pontificios.
El ejército pontificio de Lamoricière marchaba camino de Ancona para reforzar sus defensas ante un posible ataque enemigo cuando el ejército piamontés le bloqueó el paso entre Osimo y Castelfidardo. El general francés Lamoricière se vio obligado a luchar allí mismo a pesar de saberse en inferioridad numérica.

## Consecuencias
La lucha se libró en los terrenos cercanos al Monte Oro y acabó con la victoria de las tropas piamontesas. Aunque de gran importancia estratégica, desde el punto de vista militar la batalla no tuvo especial relevancia. Ni siquiera todos los efectivos de cada bando entraron en juego.
Tras la batalla de Castelfidardo los piamonteses tuvieron vía libre para marchar hacia Nápoles y consiguieron la unión física con el sur sin amenazar directamente a Roma, evitando así cualquier intervención de Francia. La caída de Ancona el 30 de septiembre marcó la pérdida definitiva de Umbría y Las Marcas, con lo que los Estados Pontificios se vieron reducidos a Roma y sus alrededores.